# تخماقلو (كرتشمبو الشمالي)
تخماقلو (بالفارسية: تخماقلو) هي قرية تقع في إيران في قسم كرتشمبو الشمالي الريفي. يقدر عدد سكانها بـ 288 نسمة بحسب إحصاء 2016.